# Godinești (okręg Hunedoara)
Godinești – wieś w Rumunii, w okręgu Hunedoara, w gminie Zam. W 2011 roku liczyła 144 mieszkańców.